# Hermenegildo Leite
Hermenegildo Leite, född 17 maj 2000, är en angolansk friidrottare. Han deltog vid olympiska sommarspelen 2016.